# Eusimplex perflava
Eusimplex perflava là một loài bướm đêm trong họ Noctuidae.